# Condado de Anson
O Condado de Anson é um dos 100 condados do estado americano da Carolina do Norte. A sede do condado é Wadesboro, e sua maior cidade é Wadesboro. O condado possui uma área de 1 391 km² (dos quais 14 km² estão cobertos por água), uma população de 25 275 habitantes, e uma densidade populacional de 18 hab/km² (segundo o censo nacional de 2000). O condado foi fundado em 1750.